# The Eternal Mother
The Eternal Mother est un film américain réalisé par D. W. Griffith, sorti en 1912.
C'est un film sur le thème de la maternité, du point de vue des femmes.

## Fiche technique
- Réalisation : D. W. Griffith
- Scénario : D. W. Griffith
- Photographie : G. W. Bitzer
- Pays de production :  États-Unis
- Distributeur : Biograph Company
- Durée : 17 minutes
- Date de sortie : 11 janvier 1912

## Distribution
- Edwin August : John, le mari
- Blanche Sweet : Martha, sa femme
- Mabel Normand : Mary, une femme
- Charles Hill Mailes : le père de Mary
- Kate Bruce : une vieille femme
- Donald Crisp
- Guy Hedlund : un ami
- J. Jiquel Lanoe : un ami
- Jeanie MacPherson

## Production
Le film a été tourné à Fort Lee dans le New Jersey,.

## Statut du film
Une copie du film est conservée au Musée d'Art moderne de New York.